# 효사왕후
효사왕후 김씨(孝思王后 金氏, 생몰년 미상)는 고려의 제9대 국왕 덕종의 제3비이다. 현종의 딸이다.

## 생애
현종과 현종의 제4비인 원혜왕후의 딸로, 남편 덕종과는 이복 남매이며 후에 왕위에 오르게 되는 문종과는 동복 남매이다. 또 시어머니인 원성왕후와 원혜왕후는 모두 김은부의 딸로 친자매 사이이며, 이에 따라 덕종과 효사왕후는 이종사촌이 되기도 한다. 원래는 왕씨이나 어머니의 성씨를 따라 김씨로 바꾸었다. 본관은 안산이다.
《고려사》〈열전〉은 그녀에 대해 현종의 딸이라는 것 말고는 특별한 기록을 남기지 않고 있다. 이에 따라 그녀에 대한 정확한 생몰년 및 능에 대한 기록은 알 수 없으며, 남편 덕종과의 사이에서 소생은 없었다. 시호는 효사왕후(孝思王后)이다.

## 가족 관계
- 조부 : 추존 안종(安宗, ?~996)
- 조모 : 헌정왕후(獻貞王后, ?~992)
  - 아버지 : 제8대 현종(顯宗, 992~1031 재위:1009~1031)
- 외조부 : 김은부(金殷傅, ?~1017[3])
- 외조모 : 안산군대부인 인주 이씨(安山郡大夫人 仁州 李氏, 생몰년 미상)
  - 어머니 : 원혜왕후(元惠太后, 생몰년 미상)
    - 오빠 : 제11대 문종(文宗, 1019~1083 재위:1046~1083)
    - 오빠 : 평양공 왕기(平壤公 王基, 1021~1069)

  - 시어머니 겸 이모 : 원성왕후(元成王后, 생몰년 미상)
    - 외사촌 겸 남편 : 제9대 덕종(德宗, 1016~1034, 재위:1031~1034)